# Purperglansspreeuw
De purperglansspreeuw (Lamprotornis purpureus) is een vogelsoort uit de familie Sturnidae die iets onder de hele Sahel voorkomt.

## Kenmerken
De vogel is gemiddeld 27 centimeter lang en weegt 91 tot 140 gram. Het is een vrij grote glansspreeuw met een relatief forse snavel. De soort is op afstand lastig te onderscheiden van de blauwoorglansspreeuw en de groenstaartglansspreeuw. De vogel is overwegend blauwgroen met een metaalglans. Rond het oog zit een small donker masker, het oog zelf is groot en heeft een gele iris. De stuit en de staart zijn donker violetkleurig.

## Voortplanting
Het vrouwtje legt twee tot drie eieren, die ongeveer veertien dagen worden bebroed.

## Verspreiding en leefgebied
De soort telt twee ondersoorten:
- Lamprotornis purpureus purpureus (van Senegal tot oostelijk door de gordel van savannes naar Soedan).
- Lamprotornis purpureus amethystinus (van Kameroen tot in W-Kenia).

Het is een vogel van bossavanne en ook wel agrarisch gebied of afgebrand weidegebied. Verder in heuvelland tot op 1500 m boven zeeniveau.

## Status
De grootte van de populatie is niet gekwantificeerd. De vogel is echter algemeen en soms talrijk; men veronderstelt dat de soort in aantal stabiel is. Om deze redenen staat de purperglansspreeuw als niet bedreigd op de Rode Lijst van de IUCN.